# Vincle de parella

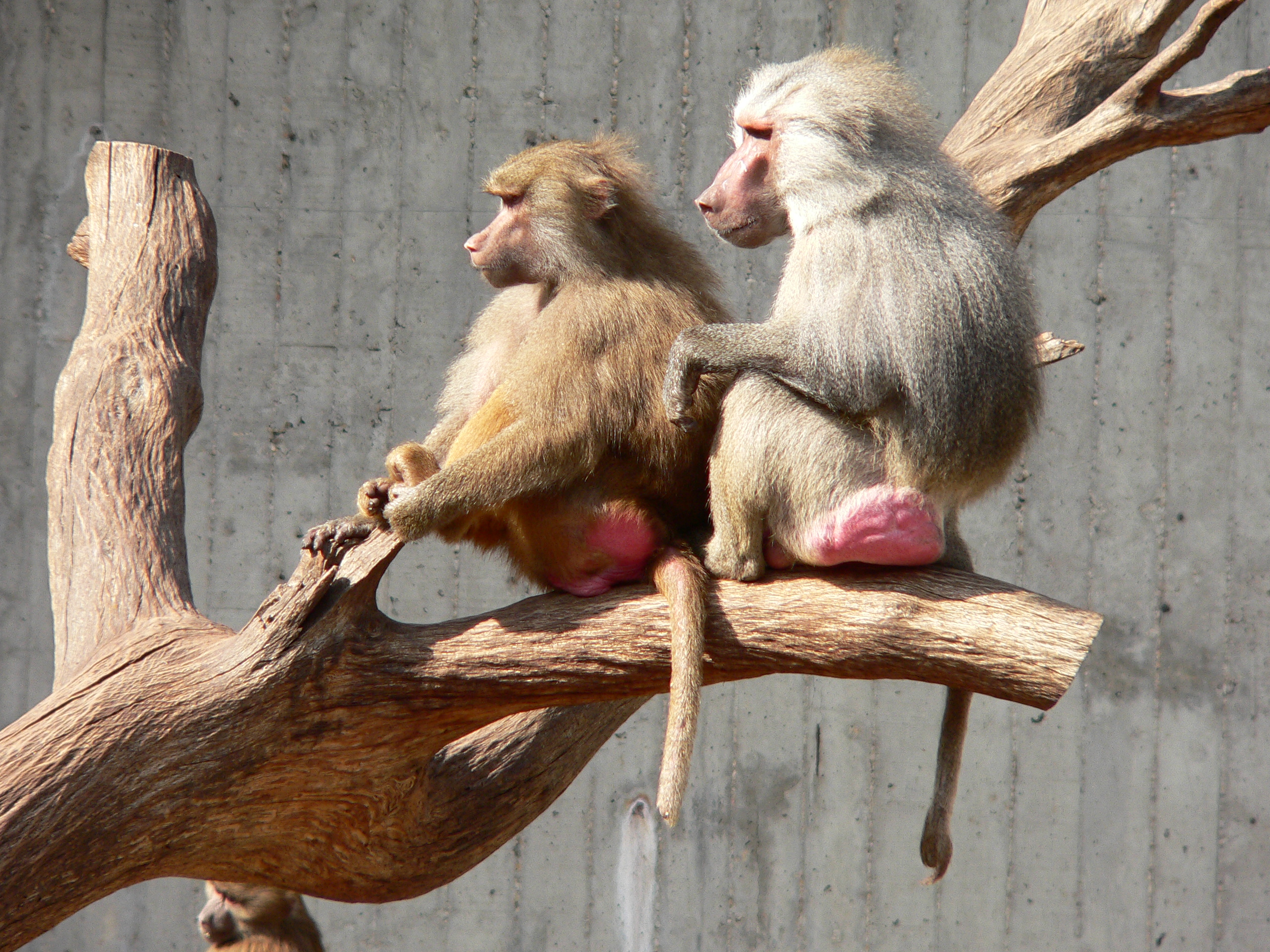
Una parella de papions sagrats

En biologia, un vincle de parella és el fort lligam que sorgeix entre un mascle i una femella o en alguns casos entre individus d'un mateix gènere. Pot desembocar en la producció de descendents o un vincle que duri tota la vida o les dues coses.
Aquest terme es fa servir sovint en sociobiologia i biologia evolutiva. En general, incorpora el concepte de relació socialment monògama per a tota la vida o una certa etapa d'interacció reproductiva en una espècie socialment monògama. També es fa servir per a descriure relacions humanes. Igual que altres aspectes de la sexualitat dels humans o d'altres animals, el vincle de parella té un component hormonal.